# Лордоза
Лордоза е медицински термин, използван за описване на извивка на гръбначния стълб в посока напред. При човека шийният и поясният участъци на гръбначния стълб нормално са извити напред, и при тях лордозата е естествена. При животни с хоризонтално тяло, лордоза се наричат извивки на гръбначния стълб надолу: много животни имат естествена лордоза в гръбно-коремната област.

## Причини

### Нормална лордоза
Нормалните при човека и животните лордози играят ролята на амортизатори, които предпазват чувствителни части на тялото. При животните пружинирането на гръбната лордоза намалява сътресенията на коремните органи. При човека, заедно с гръдната и сакралната кифози, гръбначният стълб образува двойно S, което пружинира и предпазва от резки сътресения главата и отчасти гръдния кош.

### Болестни лордози
Понякога нормалните лордози могат да бъдат значително по-изразени от средното. Участъци на гръбначния стълб, които нормално не са лордотични, могат да развият лордоза (или ако са кифотични, да се изправят в някаква степен). Причините обикновено са:
- мускулен дисбаланс на поддържащите гръбнака мускули или тяхна слабост;
- голямо тегло на коремната област (поради много коремна тлъстина, бременност, силно увеличени коремни органи);
- обща слабост на съединителната тъкан (генерализирана съединителнотъканна хипоплазия, синдром на Марфан).

За коригиране на болестните лордози се разчита на:
- коригиране на мускулния дисбаланс чрез физически тренировки, в редки случаи оперативно;
- намаляване на теглото на коремната област (отслабване при много тлъстина, лекуване на увеличените органи);
- механични средства за подпомагане на гръбнака – корсети, рядко оперативно (влагане на допълнителни опорни елементи).

## Други

### Лордозен рефлекс
Представлява извиване на гръбнака напред при погалване по гърба или сходно дразнене. Наблюдава се при много видове женски бозайници в период на разгонване. При някои видове (котки, плъхове) в такива периоди се наблюдава т.нар. лордозно поведение – женската заема характерна поза със силно извит напред гръбнак и повдигнати нагоре предна част на тялото и таза.